# Condado de Treviño
Condado de Treviño – gmina w Hiszpanii, w prowincji Burgos, w Kastylii i León, o powierzchni 260,71 km². W 2011 roku gmina liczyła 1465 mieszkańców.